# Cour des successions
Un tribunal des successions (parfois appelé tribunal de substitution) est un tribunal ayant compétence au sein d'une juridiction pour traiter des questions d'exécutions testamentaires. Dans certaines juridictions, ces tribunaux peuvent être dénommés tribunaux des orphelins ou tribunaux ordinaires. Dans certaines juridictions, les fonctions des tribunaux des successions sont exercées par un tribunal de chancellerie ou un autre tribunal d'equity, ou en tant que partie ou division d'un autre tribunal. 
Les tribunaux des successions gèrent la répartition appropriée des actifs du défunt, statue sur la validité des testaments, fait appliquer les dispositions d'un testament valide (en délivrant une homologation), préviennent les  malversations par les exécuteurs testamentaires et les administrateurs de succession. Ils prévoient aussi la répartition équitable des biens des personnes décédées intestat (sans testament valide), par exemple en accordant l’octroi d’une administration accordant l’approbation judiciaire du représentant personnel pour gérer les affaires de la succession. 
En cas de litige, le tribunal des successions examine l'authenticité d'un testament et décide qui doit recevoir les biens du défunt.  En cas d'intestat, le tribunal détermine qui doit recevoir les biens du défunt en vertu de la loi de sa juridiction.  Le tribunal des successions supervisera ensuite le processus de distribution des actifs du défunt aux bénéficiaires appropriés.  Un tribunal des successions peut être saisi par les parties intéressées dans une succession, par exemple lorsqu'un bénéficiaire estime qu'une succession est mal gérée.  Le tribunal a le pouvoir de contraindre un exécuteur à rendre compte de ses actes. 
Dans certaines juridictions (par exemple au Texas) les tribunaux des successions traitent également d’autres questions, telles que les tutelles, les fiducies et les problèmes de santé mentale (notamment le pouvoir d’ordonner l’engagement involontaire dans des établissements psychiatriques et l’administration involontaire de médicaments psychiatriques). 

## Cour des orphelins
Un tribunal pour orphelins était une organisation établie dans les colonies américaines de la baie de Chesapeake pendant la colonisation. L’objectif principal cette institution était de protéger les enfants orphelins dans leur droit à la succession du membre de leur famille décédé des réclamations et des abus commis par leurs beaux-parents et d’autres personnes. 
Aujourd'hui, au moins dans le Maryland et en Pennsylvanie, les tribunaux des successions sont encore appelés tribunaux des orphelins. Pour des raisons historiques, ils doivent connaître des testaments de successions contestées et superviser les successions soumises à une vérification judiciaire. 

## Liste des cours d'homologation
Voici une liste partielle des tribunaux des successions: 

### Angleterre et Pays de Galles
- Tribunal de prérogative - ancien
- Cour des successions - ancien
- Division de la famille de la Haute Cour de justice - en cours

### Tribunaux d'Étatdes États-Unis
- Cour supérieure de Californie
- Connecticut - tribunaux des successions du Connecticut (système de 54 districts judiciaires)
- Delaware - Bureau du registre des testaments
- District de Columbia - Cour supérieure du district de Columbia , division des successions
- Géorgie —Créance parlementaire autrefois connue sous le nom de Cour ordinaire (juge officiellement appelé ordinaire )
- Maryland - tribunaux des orphelins du comté[2], Bureau du registre des testaments
- Massachusetts - Tribunal des successions et de la famille , registre des successions
- Michigan — Cours d'homologation de comté [3]
- Missouri — conduit par des cours de circuit , dont certaines ont des divisions d'homologation distinctes, Bureau de l'administrateur public
- New Hampshire - Cour des successions du New Hampshire
- New Jersey - Cour supérieure du New Jersey , division de la chancellerie, partie relative à l'homologation, tribunal de la substitution (juges appelés « substituts» ), bureau de la substitution
- New York - New York Surrogate's Court (juges appelés substituts )
- Ohio — menée par les tribunaux de division des demandes en droit commun , de la famille et des successions, la Cour des successions
- Pennsylvanie - Division du tribunal des orphelins de la Cour des plaids communs [4] Bureau du registre des testaments
- Texas - voir le pouvoir judiciaire du Texas ; le tribunal de comté s'occupe des questions d'homologation dans la plupart des cas, mais sa compétence peut chevaucher avec le tribunal de district.  En outre, dans dix comtés spécifiques, la législature du Texas a mis en place un ou plusieurs tribunaux des successions pour traiter les questions d’homologation, en les excluant des tribunaux de comté ou de district.
- Vermont - Cours de succession , une dans chacun des 14 comtés du Vermont
- Virginie - Cour de circuit de Virginie

### Canada
- Nouveau-Brunswick - Cour des successions du Nouveau-Brunswick
- Nouvelle-Écosse - Cour des successions de la Nouvelle-Écosse
- Conformément à l'article 96 de la Constitution de 1867, toutes les autres provinces sont constitutionnellement tenues de procéder à l'homologation par l'intermédiaire de leurs cours supérieures[5].